# Кансей-инженерия
Кансей-инженерия (яп. 感性工学, англ. Kansei Engineering) — направление промышленного дизайна, основывающееся на субъективных ощущениях целевого пользователя. В качестве синонимов термина также используются «эмоциональный инжининиринг», «аффективный инжиниринг». В переводе с японского термин буквально означает «психологический образ продукта».

## История
Термин ввёл в обращение в 1970-е годы декан Хиросимского университета Митсуоко Нагамачи. Одним из первых крупных проектов, разработанных в соответствии с принципами кансей-инженерии, стало создание в 1989 году компанией Mazda Motors автомобиля Mazda MX-5 Miata. Выполненный с расчётом на эмоциональное воздействие на покупателей, внешний вид автомобиля получил положительные отзывы критиков, а сам автомобиль стал самым продаваемым открытым двухдверным автомобилем в мире.